# مدیریت سود
مدیریت سود،(به انگلیسی: Earnings management) در حسابداری، عملی عمدی برای اثر گذاری بر فرایند گزارشگری مالی بخاطر کسب سود شخصی است.
مدیریت سود، شامل تغییر گزارش‌های مالی جهت گمراه ساختن سهامداران دربارهٔ عملکرد اساسی سازمان یا تحت تأثیر قرار دادن پیامدهای قراردادی است که وابسته به ارقام حسابداری گزارش شده می‌باشد."
مدیریت سود دارای اثر منفی بر کیفیت سود بوده و ممکن است اعتبار گزارش‌های مالی را تضعیف کند. علاوه بر آن در سخنرانی سال ۱۹۹۸ رئیس کمیسیون بورس و اوراق بهادار آرتور لویت مدیریت سود را به صورت گسترده‌ای مورد خطاب قرار داد. علی‌رغم فراگیری آن، به دلیل پیچیدگی قواعد حسابداری ممکن است برای سرمایه گذاران انفرادی جهت کشف و رهیابی به آن مشکل باشد.